# Dubh di Scozia
Dub Mac Maíl Coluim, o in inglese Dubh MacMalcolm (... – Forres, 967), è stato re di Scozia dal 962 al 967.

## Biografia

### Infanzia
Nei più vecchi dati storici il suo nome può essere trovato anglicizzato come Duff; ma la versione in gaelico moderno è  Dubh, che ha il significato di scuro o di nero, in particolare è riferito al colore della pelle; nelle cronache dei re  è collegato al testo scozzese-latino Niger ("nero"), una letterale traduzione latina di dub. Può essere che dub sia stato un epiteto, come il Duan Albanach si riferisce come Dubhoda dén, cioè Dubod il veemente o l'impetuoso. Era figlio di Malcolm I di Scozia ed è salito al trono quando è stato ucciso Indulf di Scozia nel 962. 

### Regno
Mentre gli storici successivi come John di Fordun hanno fornito moltissime informazioni sulla vita e sul regno di Dubh, compresi i racconti di stregonerie e di tradimento, quasi tutto è stato rifiutato dagli storici moderni. Ci sono molto poche fonti riguardo al regno di Dubh, le uniche sono le cronache dei re di Alba e gli Annali di Ulster. Le cronache registrano che durante il regno di Dubh il vescovo Fothach, molto probabilmente vescovo di Saint Andrews o di Dunkeld, muore. Il restante rapporto è di una battaglia fra il Dubh e Cuilén, figlio del re Indulf. Dubh ha vinto la battaglia, combattuta "sulla cresta del  Crup", in cui Duchad, abate di Dunkeld (a volte si pensa sia un antenato di Crínán di Dunkeld e di Dubdon di Atholl, il conte di Atholl), muore. 

### Morte
I vari storici differiscono cosa sia accaduto in seguito. Le cronache sostengono che Dubh è scacciato dal regno. Il materiale latino estrapolato dal testo del poeta scozzese Andrew Wyntoun Orygynale Cronykl of Scotland (Le originali cronache della Scozia) dichiara che è stato assassinato a Forres e collega questo fatto ad un'eclissi di sole che può essere datata il 20 luglio 966. Gli annali di Ulster segnalano soltanto: "Dub mac Maíl Coluim, re di Alba, è stato ucciso dagli stessi scozzesi"; un modo usuale di segnalare la morte in una disputa interna e colloca la sua morte nel 967. È stato suggerito che la Pietra di Sueno, vicino Forres, può essere un monumento eretto a Dubh da suo fratello Cináed. Si presume che Dubh sia stato ucciso o cacciato da Cuilén, che è diventato re dopo la morte di Dubh, o dai suoi sostenitori. 
Dubh ha lasciato almeno un figlio, Cináed. Anche se i suoi discendenti non sono andati in competizione con successo per la salita al trono di Scozia dopo che Cináed venne ucciso nel 1005, hanno tenuto la contea di Fife. I MacDuib (o MacDuff) hanno tenuto la contea fino al 1371.

## Ascendenza
|                     |   |   | Genitori |  |  | Nonni |  |  | Bisnonni               |  |  | Trisnonni           |  |
|                     |   |   |          |  |  |       |  |  | Costantino I di Scozia |  |  | Kenneth I di Scozia |  |
|                     |   |   |          |  |  |       |  |  | Costantino I di Scozia |  |  | Kenneth I di Scozia |  |
|                     |   | … |          |  |  |       |  |  | Costantino I di Scozia |  |  |                     |  |
| Donald II di Scozia |   |   |          |  |  |       |  |  | Costantino I di Scozia |  |  |                     |  |
|                     |   | … | …        |  |  |       |  |  |                        |  |  |                     |  |
|                     |   | … | …        |  |  |       |  |  |                        |  |  |                     |  |
|                     |   | … | …        |  |  |       |  |  |                        |  |  |                     |  |
| Malcolm I di Scozia |   | … |          |  |  |       |  |  |                        |  |  |                     |  |
|                     |   | … | …        |  |  |       |  |  |                        |  |  |                     |  |
|                     |   | … | …        |  |  |       |  |  |                        |  |  |                     |  |
|                     |   | … | …        |  |  |       |  |  |                        |  |  |                     |  |
| …                   |   | … |          |  |  |       |  |  |                        |  |  |                     |  |
|                     |   | … | …        |  |  |       |  |  |                        |  |  |                     |  |
|                     |   | … | …        |  |  |       |  |  |                        |  |  |                     |  |
|                     |   | … | …        |  |  |       |  |  |                        |  |  |                     |  |
| Dubh di Scozia      |   | … |          |  |  |       |  |  |                        |  |  |                     |  |
|                     | … | … |          |  |  |       |  |  |                        |  |  |                     |  |
|                     | … | … |          |  |  |       |  |  |                        |  |  |                     |  |
|                     | … | … |          |  |  |       |  |  |                        |  |  |                     |  |
| …                   | … |   |          |  |  |       |  |  |                        |  |  |                     |  |
|                     |   | … | …        |  |  |       |  |  |                        |  |  |                     |  |
|                     |   | … | …        |  |  |       |  |  |                        |  |  |                     |  |
|                     |   | … | …        |  |  |       |  |  |                        |  |  |                     |  |
| …                   |   | … |          |  |  |       |  |  |                        |  |  |                     |  |
|                     |   | … | …        |  |  |       |  |  |                        |  |  |                     |  |
|                     |   | … | …        |  |  |       |  |  |                        |  |  |                     |  |
|                     |   | … | …        |  |  |       |  |  |                        |  |  |                     |  |
| …                   |   | … |          |  |  |       |  |  |                        |  |  |                     |  |
|                     |   | … | …        |  |  |       |  |  |                        |  |  |                     |  |
|                     |   | … | …        |  |  |       |  |  |                        |  |  |                     |  |
|                     |   | … | …        |  |  |       |  |  |                        |  |  |                     |  |
|                     |   | … |          |  |  |       |  |  |                        |  |  |                     |  |

| Controllo di autorità | VIAF (EN) 316482535 · GND (DE) 1023110180 |